# Liste der höchsten Fußball-Länderspiel-Ergebnisse
Diese Liste enthält die höchsten in Fußball-Länderspielen erzielten Siege. Frühere Bestmarken sind gekennzeichnet (siehe Spalte „Besonderheit“). Die FIFA wertet viele dieser Spiele nicht als offizielle Länderspiele, da die Mannschaften zum fraglichen Zeitpunkt keine FIFA-Mitglieder waren, diese sind kursiv gesetzt. Auch Paarungen im Rahmen der Olympischen Spiele nach 1956 werden von der FIFA nicht mehr als A-Länderspiele gewertet. Die Liste der höchsten von der FIFA anerkannten Siege findet sich unter den Weblinks.
| Farblegende                                           |
| Afrika (CAF)                                          |
| Asien (AFC)                                           |
| Australien und Ozeanien (OFC)                         |
| Europa (UEFA)                                         |
| Mittel- und Nordamerika (CONCACAF)                    |
| Südamerika (CONMEBOL)                                 |
| Spiele zwischen Ländern verschiedener Konföderationen |

## Männer
| Rang | Datum      | Kontrahenten                                       | Ergebnis | Ort                             | Anlass                                              | Besonderheit |
| ---- | ---------- | -------------------------------------------------- | -------- | ------------------------------- | --------------------------------------------------- | --- |
| 1.   | 11.04.2001 | Australien – Amerikanisch-Samoa Artikel zum Spiel  | 31:0     | Coffs Harbour, AUS              | WM-Qualifikation                                    | |
| 2.   | 02.09.1971 | Tahiti – Cookinseln                                | 30:0     | Papeete, TAH                    | Südpazifikspiele 1971                               | Bestmarke bis zum 11. April 2001 |
| 3.   | 24.08.1979 | Fidschi – Kiribati                                 | 24:0     | FIJ                             | Südpazifik-Spiele 1979                              | |
| 4.   | 09.04.2001 | Australien – Tonga                                 | 22:0     | Coffs Harbour, AUS              | WM-Qualifikation                                    | |
| 5.   | 01.04.1966 | Libyen – Oman                                      | 21:0     | Bagdad, IRQ                     | Arab Cup 1966                                       | Bestmarke bis zum 2. September 1971. Höchster Sieg einer afrikanischen Mannschaft. Höchster Sieg gegen ein Land aus einer anderen Konföderation. Höchster Sieg auf neutralem Platz |
| 5.   | 11.03.2005 | Nordkorea – Guam                                   | 21:0     | Taipeh, TPE                     | Ostasien-Qualifikation                              | Höchster Sieg einer asiatischen Mannschaft |
| 7.   | 15.12.1987 | Papua-Neuguinea – Amerikanisch-Samoa               | 20:0     | Nouméa, NCL                     | Südpazifik-Spiele 1987                              | |
| 7.   | 14.02.2000 | Kuwait – Bhutan                                    | 20:0     | Kuwait, KUW                     | Asien-Qualifikation                                 | |
| 9.   | 01.09.1983 | Papua-Neuguinea – Niue                             | 19:0     | Apia, SAM                       | Südpazifik-Spiele 1983                              | |
| 9.   | 26.01.2000 | Volksrepublik China – Guam                         | 19:0     | Ho-Chi-Minh-Stadt, VNM          | Asien-Qualifikation                                 | |
| 9.   | 24.11.2000 | Iran – Guam                                        | 19:0     | Täbris, IRN                     | WM-Qualifikation                                    | |
| 12.  | 07.09.1963 | Tahiti – Salomonen                                 | 18:0     | Suva, FIJ                       | Südpazifik-Spiele                                   | Bestmarke bis zum 1. April 1966 |
| 12.  | 29.08.1979 | Tahiti – Tuvalu                                    | 18:0     | Suva, FIJ                       | Südpazifik-Spiele 1979                              | |
| 12.  | 03.09.1991 | Neukaledonien – Guam                               | 18:0     | Papua-Neuguinea                 | Südpazifik-Spiele 1991                              | |
| 12.  | 06.06.2000 | Tahiti – Amerikanisch-Samoa                        | 18:0     | Papeete, TAH                    | Polynesien-Ozeanien-Cup-Qualifikation               | |
| 12.  | 01.07.2003 | Neukaledonien – Föderierte Staaten von Mikronesien | 18:0     | Suva, FIJ                       | Südpazifik-Spiele 2003                              | |
| 12.  | 07.07.2003 | Vanuatu – Kiribati                                 | 18:0     | Lautoka, FIJ                    | Südpazifik-Spiele 2003                              | |
| 18.  | 11.09.1991 | Salomonen – Wallis und Futuna                      | 17:0     | Papua-Neuguinea                 | Südpazifik-Spiele 1991                              | Evtl. auch nur 5:0 |
| 18.  | 02.06.1997 | Iran – Malediven                                   | 17:0     | Damaskus, SYR                   | WM-Qualifikation                                    | |
| 18.  | 19.06.2000 | Australien – Cookinseln                            | 17:0     | Papeete, TAH                    | OFC-Nationen-Pokal 2000                             | |
| 18.  | 30.06.2003 | Tahiti – Föderierte Staaten von Mikronesien        | 17:0     | Suva, Fidschi                   | Südpazifik-Spiele 2003                              | |
| 18.  | 14.10.2010 | Dominikanische Republik – Britische Jungferninseln | 17:0     | San Cristóbal                   | Caribbean Championship 2010                         | Höchster Sieg einer CONCACAF-Mannschaft |
| 23.  | 22.10.1908 | Dänemark – Frankreich                              | 17:1     | London, GBR                     | Olympische Spiele                                   | Bestmarke bis zum 7. September 1963, weiterhin höchster Sieg einer europäischen Mannschaft, höchster Sieg mit mindestens einem Gegentor                                            |
| 23.  | 03.09.2011 | Papua-Neuguinea – Kiribati                         | 17:1     | Boulari, Neukaledonien          | Pazifik-Spiele 2011                                 | |
| 23.  | 05.09.2011 | Tahiti – Kiribati                                  | 17:1     | Boulari, Neukaledonien          | Pazifik-Spiele 2011                                 | |
| 26.  | 01.07.1912 | Deutschland – Russland                             | 16:0     | Stockholm, SWE                  | Olympische Spiele                                   | |
| 26.  | ??.??.1985 | Fidschi – Cookinseln                               | 16:0     | Cookinseln                      | South Pacific Mini Games 1985                       | Höchster Auswärtssieg |
| 26.  | 21.08.1995 | Salomonen – Cookinseln                             | 16:0     | Tahiti                          | Südpazifik-Spiele 1995                              | |
| 26.  | 28.09.1998 | Australien – Cookinseln                            | 16:0     | Brisbane, AUS                   | OFC-Nationen-Pokal 1998                             | |
| 26.  | 26.11.2000 | Tadschikistan – Guam                               | 16:0     | Täbris, IRN                     | WM-Qualifikation                                    | |
| 26.  | 29.09.2003 | Südkorea – Nepal                                   | 16:0     | Incheon, KOR                    | Asien-Qualifikation                                 | |
| 26.  | 25.08.2007 | Fidschi – Tuvalu                                   | 16:0     | Samoa                           | WM-Qualifikation                                    | |
| 26.  | 06.09.2012 | Martinique – Br. Jungfern-Inseln                   | 16:0     | Martinique                      | Qualifikation zur Fußball-Karibikmeisterschaft 2012 | |
| 34.  | ??.09.1965 | Libyen – Nordjemen                                 | 16:1     | Ägypten                         | Panarabische Spiele                                 | |
| 34.  | 03.09.1971 | Papua-Neuguinea – Cookinseln                       | 16:1     | Tahiti                          | Südpazifik-Spiele 1971                              | |
| 34.  | 28.09.2012 | Neukaledonien – Saint-Pierre-et-Miquelon           | 16:1     | Clairefontaine-en-Yvelines, FRA | Coupe de l’Outre-Mer Spiel um Platz 7               | |
| 37.  | 01.11.1906 | England – Frankreich                               | 15:0     | Paris, FRA                      | [ 8 ]                                               | Bestmarke bis zum 22. Oktober 1908 |
| 37.  | 07.01.1959 | Niederländische Antillen – Puerto Rico             | 15:0     | Caracas, Venezuela              | Central American and Caribbean Games 1959           | |
| 37.  | ??.11.1963 | Vereinigte Arabische Republik – Laos               | 15:0     | Indonesien                      |                                                     | |
| 37.  | 02.09.1965 | Sudan – Oman                                       | 15:0     | Ägypten                         | Panarabische Spiele                                 | |
| 37.  | 27.09.1967 | Japan – Philippinen                                | 15:0     | Tokio, JPN                      | Olympiaqualifikation                                | |
| 37.  | 05.12.1998 | Usbekistan – Mongolei                              | 15:0     | Chiang Mai, THA                 |                                                     | |
| 37.  | 07.03.2005 | Hongkong – Guam                                    | 15:0     | Taipeh, TPE                     | Fußball-Ostasienmeisterschaft 2005                  | |
| 37.  | 29.08.2007 | Vanuatu – Amerikanisch-Samoa                       | 15:0     | Samoa                           | WM-Qualifikation                                    | |
| 37.  | 03.09.2015 | Katar – Bhutan                                     | 15:0     | Doha, QAT                       | WM-Qualifikation                                    | |
| 37.  | 10.11.2019 | Trinidad und Tobago – Anguilla                     | 15:0     | Couva, TTO                      | Freundschaftsspiel                                  | |
| 47.  | 27.08.1962 | Malaya – Philippinen                               | 15:1     | Jakarta, IDN                    | Asien-Spiele                                        | |
| 47.  | ??.08.1965 | Libyen – Oman                                      | 15:1     | Ägypten                         | Panarabische Spiele                                 | |
| 47.  | 04.09.1971 | Fidschi – Cookinseln                               | 15:1     | Tahiti                          | Südpazifik-Spiele 1971                              | |
| 47.  | 17.08.1973 | Algerien – Südjemen                                | 15:1     | Libyen                          |                                                     | |
| 47.  | 03.09.1991 | Fidschi – Guam                                     | 15:1     | Papua-Neuguinea                 | Südpazifik-Spiele 1991                              | |
| 47.  | 21.06.2007 | Hongkong – Guam                                    | 15:1     | Macau                           | Fußball-Ostasienmeisterschaft 2008                  | |
| 53.  | 21.12.1946 | Curaçao – Puerto Rico                              | 14:0     | Kolumbien                       | Central American and Caribbean Games 1946           | |
| 53.  | ??.09.1965 | Vereinigte Arabische Republik – Südjemen           | 14:0     | Ägypten                         | Panarabische Spiele                                 | |
| 53.  | 06.04.1966 | Libyen – Südjemen                                  | 14:0     | Irak                            | Arab Cup 1966                                       | |
| 53.  | ??.??.1966 | Nordkorea – Südjemen                               | 14:0     | Kambodscha                      |                                                     | |
| 53.  | 20.05.1972 | Guinea – Mauretanien                               | 14:0     | Guinea                          |                                                     | |
| 53.  | 02.09.1983 | Tahiti – Niue                                      | 14:0     | Apia, Samoa                     | Südpazifik-Spiele 1983                              | |
| 53.  | 02.09.1991 | Tahiti – Guam                                      | 14:0     | Papua-Neuguinea                 | Südpazifik-Spiele 1991                              | |
| 53.  | 19.04.1998 | Guyana – Anguilla                                  | 14:0     | St. John’s, ATG                 | Shell Caribbean Cup 1998                            | |
| 53.  | 28.03.2017 | Oman – Bhutan                                      | 14:0     | Maskat (OMN)                    | AM-Qualifikation 2019                               | |
| 53.  | 15.07.2019 | Vanuatu – Tonga                                    | 14:0     | Apia (WSM)                      | Pazifik-Spiele 2019                                 | |
| 53.  | 10.10.2019 | Iran – Kambodscha                                  | 14:0     | Teheran, IRN                    | WM-Qualifikation                                    | |
| 53.  | 30.03.2021 | Japan – Mongolei                                   | 14:0     | Chiba, JPN                      | WM-Qualifikation                                    | |
| 53.  | 18.11.2023 | Frankreich – Gibraltar                             | 14:0     | Nizza, FRA                      | EM-Qualifikation                                    | höchster Sieg in der EM-Qualifikation |
| 66.  | 10.09.1917 | Philippinen – Japan                                | 15:2     | Tokio, JPN                      | Fernostspiele                                       | |
| 66.  | ??.??.1950 | Mauritius – Réunion                                | 15:2     | Antananarivo, MAD               |                                                     | |
| 66.  | 01.08.1998 | Guam – Palau                                       | 15:2     | Koror, PAL                      |                                                     | [ 18 ] |
| 69.  | ??.09.1991 | Fidschi – Guam                                     | 14:1     | Papua-Neuguinea                 | Südpazifik-Spiele 1991                              | |
| 69.  | 15.04.1998 | Grenada – Anguilla                                 | 14:1     | St. John’s, ATG                 | Shell Caribbean Cup 1998                            | |
| 69.  | 14.04.2001 | St. Lucia – Amerikanische Jungferninseln           | 14:1     | Port-au-Prince, HTI             | Gold-Cup-Qualifikationsspiel                        | |
| 72.  | 18.02.1882 | England – Irland                                   | 13:0     | Belfast, NIR                    |                                                     | Bestmarke bis zum 1. November 1906 Erstes Länderspiel mit mehr als neun Toren |
| 72.  | 21.05.1933 | Spanien – Bulgarien                                | 13:0     | Madrid, ESP                     |                                                     | |
| 72.  | 01.09.1940 | Deutschland – Finnland                             | 13:0     | Leipzig, GER                    |                                                     | |
| 72.  | 03.09.1961 | Vereinigte Arabische Republik – Saudi-Arabien      | 13:0     | Casablanca, MAR                 | Panarabische Spiele                                 | |
| 72.  | ??.08.1965 | Syrien – Oman                                      | 13:0     | Ägypten                         | Panarabische Spiele                                 | |
| 72.  | 12.12.1965 | Ghana – Kenia                                      | 13:0     | KEN                             | Jamhuri Cup                                         | |
| 72.  | ??.??.1966 | Libyen – Nordjemen                                 | 13:0     |                                 | Arab Cup 1966                                       | |
| 72.  | 22.08.1979 | Papua-Neuguinea – Kiribati                         | 13:0     | Suva, FIJ                       | Südpazifik-Spiele 1979                              | |
| 72.  | 13.07.1981 | Tahiti – Samoa                                     | 13:0     | Salomonen                       | South Pacific Mini Games 1981                       | |
| 72.  | 16.08.1981 | Neuseeland – Fidschi                               | 13:0     | Auckland, NZL                   | WM-Qualifikation                                    | |
| 72.  | 28.04.1987 | Mexiko – Bahamas                                   | 13:0     | Toluca, MEX                     | Panamerika-Spiele-Qualifikation                     | |
| 72.  | 18.08.1992 | Irak – Äthiopien                                   | 13:0     | Jordanien                       |                                                     | |
| 72.  | 17.08.1995 | Tahiti – Wallis und Futuna                         | 13:0     | Tahiti                          | Südpazifik-Spiele 1995                              | |
| 72.  | 11.06.1997 | Australien – Salomonen                             | 13:0     | Sydney, AUS                     | WM-Qualifikation                                    | |
| 72.  | 07.04.2001 | Fidschi – Amerikanisch-Samoa                       | 13:0     | Australien                      | WM-Qualifikation                                    | |
| 72.  | 29.02.2004 | Bermuda – Montserrat                               | 13:0     | Hamilton, BER                   | WM-Qualifikation                                    | |
| 72.  | 06.09.2006 | Deutschland – San Marino                           | 13:0     | Serravalle, SMR                 | EM-Qualifikation                                    | |
| 72.  | 22.09.2012 | Guadeloupe – Saint-Pierre-et-Miquelon              | 13:0     | Versailles, FRA                 | Coupe de l’Outre-Mer                                | |
| 72.  | 11.09.2018 | Haiti – Sint Maarten                               | 13:0     | Port-au-Prince, HTI             | CONCACAF-Nations-League-Qualifikationsspiel         | |
| 72.  | 07.07.2019 | Salomonen – Tuvalu                                 | 13:0     | Apia, WSM                       | Pazifikspiele 2019                                  | |
| 72.  | 15.07.2019 | Salomonen – Amerikanisch-Samoa                     | 13:0     | Apia, WSM                       | Pazifikspiele 2019                                  | |
| 72.  | 05.06.2021 | Panama – Anguilla                                  | 13:0     | Panama-Stadt, PAN               | WM-Qualifikation                                    | |

### Höchste Siege in inner- und interkontinentalen Vergleichen
Die Tabelle enthält die Siege mit der höchsten Tordifferenz zwischen zwei Mannschaften einer oder unterschiedlicher Konföderationen. Bei mehreren Siegen mit der gleichen Tordifferenz wird das Ergebnis mit der höchsten Anzahl von Toren und bei gleichen Ergebnissen das erste gelistet.
Letzte Änderungen: Durch den 10:0-Sieg Spaniens beim Confed-Cup gegen Tahiti wurde der bisher höchste Sieg einer europäischen gegen eine ozeanische Mannschaft, das 7:0 von Kroatien gegen Australien vom 6. Juni 1998 übertroffen. Am 23. Juni 2013 überbot Uruguay die eigene Bestmarke vom 25. Juni 1995 gegen eine ozeanische Mannschaft im Spiel gegen Tahiti um ein Tor.
|          | AFC                                    | CAF                                     | CONCACAF                                             | CONMEBOL                                  | OFC                                               | UEFA                                    |
| -------- | -------------------------------------- | --------------------------------------- | ---------------------------------------------------- | ----------------------------------------- | ------------------------------------------------- | --------------------------------------- |
| AFC      | Nordkorea – Guam 21:0 (11.03.2005)     | Irak – Äthiopien 13:0 (18.08.1992)      | Volksrepublik China – Kanada 5:1 (27.06.1984)        | Japan – Chile 4:0 (27.05.2009)            | Indien – Australien 7:1 (12.12.1956)              | Japan – Bulgarien 7:2 (03.06.2016)      |
| CAF      | Libyen – Oman 21:0 (01.04.1966)        | Guinea – Mauretanien 14:0 (20.05.1972)  | Südafrika – Guatemala 5:0 (31.05.2010)               | Südafrika – Paraguay 3:0 (26.03.2008)     | Südafrika – Australien 8:0 (17.09.1955)           | Ägypten – Litauen 10:0 (01.06.1924)     |
| CONCACAF | Kanada – Malaysia 5:0 (25.08.1986)     | Mexiko – Gambia 5:1 (30.05.2010)        | Dom.Republik – Brit.Jungferninseln 17:0 (14.10.2010) | Mexiko – Paraguay 7:0 (24.04.1966)        | Mexiko – Neuseeland 5:1 (13.11.2013)              | USA – Norwegen 5:0 (29.01.2006)         |
| CONMEBOL | Brasilien – VAE 8:0 (12.11.2005)       | Brasilien – Ghana 8:2 (27.03.1996)      | Argentinien – USA 11:2 (29.05.1928)                  | Argentinien – Ecuador 12:0 (22.01.1942)   | Uruguay – Tahiti 8:0 (23.06.2013)                 | Uruguay – Jugoslawien 7:0 (26.05.1924)  |
| OFC      | Neukaledonien – Guam 18:0 (03.09.1991) | Australien – Südafrika 5:1 (07.06.1947) | Australien – Jamaika 5:0 (09.10.2005)                | Australien - Argentinien 4:1 (14.07.1988) | Australien – Amerikanisch-Samoa 31:0 (11.04.2001) | Australien – Ungarn 3:0 (23.02.2000)    |
| UEFA     | Schweden – Südkorea 12:0 (05.08.1948)  | Ungarn – Tunesien 10:1 (24.07.1960)     | Norwegen – USA 11:0 (06.08.1948)                     | Jugoslawien – Venezuela 10:0 (14.06.1972) | Spanien – Tahiti 10:0 (20.06.2013)                | Dänemark – Frankreich 17:1 (22.10.1908) |

## Frauen
| Rang | Datum      | Kontrahenten                                       | Ergebnis | Ort                     | Anlass                                            | Besonderheit |
| ---- | ---------- | -------------------------------------------------- | -------- | ----------------------- | ------------------------------------------------- | --- |
| 01.  | 06.12.2001 | Nordkorea – Singapur                               | 24:0     | Taipeh, TPE             | Asienmeisterschaft                                | |
| 02.  | 24.09.1995 | Volksrepublik China – Philippinen                  | 21:0     | Kota Kinabalu, MAS      | Asienmeisterschaft                                | Bestmarke bis zum 6. Dezember 2001 |
| 02.  | 05.12.1997 | Japan – Guam                                       | 21:0     | Panyu, CHN              | Asienmeisterschaft                                | |
| 02.  | 28.08.1998 | Kanada – Puerto Rico                               | 21:0     | Etobicoke, CAN          | CONCACAF-Meisterschaft                            | Höchster Sieg einer nordamerikanischen Mannschaft, höchster Heimsieg |
| 02.  | 09.10.1998 | Neuseeland – Samoa                                 | 21:0     | Auckland, NZL           | Ozeanienmeisterschaft                             | Einer der höchsten Siege einer ozeanischen Mannschaft |
| 02.  | 09.10.1998 | Australien – Amerikanisch-Samoa                    | 21:0     | Auckland, NZL           | Ozeanienmeisterschaft                             | Einer der höchsten Siege einer ozeanischen Mannschaft |
| 02.  | 03.10.2007 | Kuba – Britische Jungferninseln                    | 21:0     | Santo Domingo, DOM      | Olympiaqualifikation                              | Einer der höchsten Siege einer mittelamerikanischen Mannschaft |
| 02.  | 07.06.2013 | Jordanien – Kuwait                                 | 21:0     | Amman, JOR              | AM-Qualifikation                                  | |
| 02.  | 09.04.2022 | Haiti – Britische Jungferninseln                   | 21:0     | Road Town, VGB          | CONCACAF W Championship 2022/Qualifikation        | Einer der höchsten Siege einer mittelamerikanischen Mannschaft Höchster Auswärtssieg                                                                                                  |
| 10.  | 19.10.2010 | Jordanien – Irak                                   | 20:0     | Manama, Bahrain         | Arabia Cup 2010                                   | |
| 10.  | 23.11.2018 | Usbekistan – Afghanistan                           | 20:0     | Taschkent, Usbekistan   | CAFA-Frauenmeisterschaft 2018                     | |
| 10.  | 30.11.2021 | England – Lettland                                 | 20:0     | Doncaster, ENG          | WM-Qualifikation                                  | Höchster Sieg einer europäischen Mannschaft |
| 13.  | 04.12.2001 | Nordkorea – Guam                                   | 19:0     | Taipeh, Taiwan          | Asienmeisterschaft                                | |
| 13.  | 05.04.2003 | Australien – Samoa                                 | 19:0     | Canberra, AUS           | Ozeanienmeisterschaft                             | |
| 13.  | 12.08.2007 | Nordkorea – Hongkong                               | 19:0     | Pjöngjang, PRK          | Olympiaqualifikation                              | |
| 13.  | 26.08.2009 | Südkorea – Nördliche Marianen                      | 19:0     | Tainan, TPE             | Ostasienmeisterschaft 2010                        | |
| 13.  | 25.11.2021 | Belgien – Armenien                                 | 19:0     | Löwen, BEL              | WM-Qualifikation                                  | Bis zum 30. November 2021 höchster Sieg einer europäischen Mannschaft |
| 13.  | 22.02.2022 | Nicaragua – Turks- und Caicosinseln                | 19:0     | Managua, NIC            | Qualifikation zur CONCACAF W Championship 2022    | |
| 13.  | 04.12.2023 | Costa Rica – St. Kitts und Nevis                   | 19:0     | Basseterre, SKN         | Qualifikation zum CONCACAF W Gold Cup 2024        | |
| 20.  | 19.11.2003 | Guatemala – Belize                                 | 18:0     | Guatemala-Stadt, GTM    | Olympiaqualifikation                              | |
| 20.  | 20.10.2010 | Palästina – Katar                                  | 18:0     | Manama, BHR             | Arabia Cup 2010                                   | |
| 20.  | 13.12.2010 | Indien – Bhutan                                    | 18:0     | Cox’s Bazar, BAN        |                                                   | |
| 20.  | 05.06.2013 | Usbekistan – Kuwait                                | 18:0     | Amman, JOR              | AM-Qualifikation 2014                             | |
| 20.  | 21.01.2022 | Australien – Indonesien                            | 18:0     | Mumbai, IND             | Asienmeisterschaft                                | |
| 25.  | 20.03.1994 | Spanien – Slowenien                                | 17:0     | Palamós, ESP            | EM-Qualifikation                                  | Bestmarke bis zum 24. September 1995 Bis zum 25. November 2021 einer der höchsten Siege einer europäischen Mannschaft                                                                 |
| 25.  | 19.09.1995 | Norwegen – Slowakei                                | 17:0     | Ulefoss, NOR            | EM-Qualifikation                                  | Bis zum 25. November 2021 einer der höchsten Siege einer europäischen Mannschaft |
| 25.  | 27.09.1995 | Japan – Usbekistan                                 | 17:0     | Kota Kinabalu, MAS      | Asienmeisterschaft                                | |
| 25.  | 30.05.1998 | Schottland – Litauen                               | 17:0     | Glasgow, SCO            | WM-Qualifikation                                  | Bis zum 25. November 2021 einer der höchsten Siege einer europäischen Mannschaft |
| 25.  | 19.07.1998 | Costa Rica – Guatemala B                           | 17:0     | Guatemala-Stadt, GTM    | WM-Qualifikation                                  | |
| 25.  | 15.10.1998 | Australien – Fidschi                               | 17:0     | Auckland, NZL           | Ozeanienmeisterschaft                             | |
| 25.  | 01.10.2004 | Myanmar – Malediven                                | 17:0     | Vietnam                 | AFF Women’s Championship 2004                     | |
| 25.  | 28.08.2009 | Chinesisch Taipeh – Nördliche Marianen             | 17:0     | Tainan, TPE             | Ostasienmeisterschaft 2010                        | |
| 25.  | 05.10.2007 | Dominikanische Republik – Britische Jungferninseln | 17:0     | Santo Domingo, DOM      | Olympiaqualifikation                              | |
| 25.  | 22.02.2010 | Palästina – Kuwait                                 | 17:0     | Abu Dhabi, VAE          |                                                   | |
| 25.  | 23.06.2010 | Schweden – Aserbaidschan                           | 17:0     | Göteborg, SWE           | WM-Qualifikation                                  | Bis zum 25. November 2021 einer der höchsten Siege einer europäischen Mannschaft |
| 25.  | 18.10.2010 | Bahrain – Katar                                    | 17:0     | Manama, BHR             | Arabia Cup 2010                                   | Bisher einziges Spiel der katarischen Mannschaft |
| 25.  | 19.11.2011 | Deutschland – Kasachstan                           | 17:0     | Wiesbaden, DEU          | EM-Qualifikation                                  | Bis zum 25. November 2021 einer der höchsten Siege einer europäischen Mannschaft |
| 25.  | 27.07.2016 | Myanmar – Osttimor                                 | 17:0     | Mandalay, MMR           | Südostasienmeisterschaft 2016                     | Erstes Länderspiel für Osttimor |
| 25.  | 31.07.2019 | Südafrika – Komoren                                | 17:0     | Nelson Mandela Bay, ZAF | COSAFA-Cup                                        | Höchster Sieg einer afrikanischen Mannschaft |
| 40.  | 19.05.1991 | Neuseeland – Papua-Neuguinea                       | 16:0     | Sydney, AUS             | Ozeanienmeisterschaft                             | Bestmarke bis zum 20. März 1994 |
| 40.  | 09.12.1997 | Volksrepublik China – Philippinen                  | 16:0     | Guangzhou, CHN          | Asienmeisterschaft                                | |
| 40.  | 11.12.1998 | Volksrepublik China – Indien                       | 16:0     | Bangkok, Thailand       | Asienspiele                                       | |
| 40.  | 07.11.1999 | Chinesisch Taipeh – Malaysia                       | 16:0     | Iloilo, PHI             | Asienmeisterschaft                                | |
| 40.  | 14.06.2003 | Nordkorea – Singapur                               | 16:0     | Thailand                | Asienmeisterschaft                                | |
| 40.  | 25.05.2005 | Myanmar- Malaysia                                  | 16:0     | Kuala Lumpur, MAS       |                                                   | |
| 40.  | 25.10.2014 | Neuseeland – Tonga                                 | 16:0     | Kokopo, PNG             | Ozeanienmeisterschaft                             | |
| 40.  | 11.03.2015 | Myanmar- Sri Lanka                                 | 16:0     | Mandalay, MMR           | Olympiaqualifikation                              | |
| 40.  | 17.08.2018 | Nordkorea – Tadschikistan                          | 16:0     | Palembang, IDN          | Asienspiele 2018                                  | |
| 40.  | 20.08.2018 | Volksrepublik China – Tadschikistan                | 16:0     | Palembang, IDN          | Asienspiele 2018                                  | |
| 40.  | 23.09.2021 | Vietnam – Malediven                                | 16:0     | Duschanbe, TJK          | AM-Qualifikation 2022                             | |
| 40.  | 22.04.2022 | Philippinen – Tonga                                | 16:0     | Bungarribee, AUS        | Freundschaftsspiel                                | Höchster Sieg gegen ein Land aus einer anderen Konföderation |
| 40.  | 22.09.2023 | Volksrepublik China – Mongolei                     | 16:0     | Hangzhou, CHN           | Asienspiele 2023                                  | |
| 53.  | 03.12.1987 | Neuseeland – Samoa                                 | 15:0     | Auckland, NZL           |                                                   | Bestmarke bis zum 19. Mai 1991 |
| 53.  | 06.12.1993 | Japan – Philippinen                                | 15:0     | Kuching, MAS            | Asienmeisterschaft                                | |
| 53.  | 18.01.1995 | Brasilien – Bolivien                               | 15:0     | Uberlândia, BRA         | Südamerikameisterschaft                           | Höchster Heimsieg einer südamerikanischen Mannschaft (Männer und Frauen) |
| 53.  | 02.03.1998 | Brasilien – Peru                                   | 15:0     | Mar del Plata, ARG      | Südamerikameisterschaft                           | Höchster Sieg auf neutralem Platz einer südamerikanischen Mannschaft |
| 53.  | 12.12.1998 | Nordkorea – Thailand                               | 15:0     | Bangkok, THA            | Asienspiele                                       | |
| 53.  | 09.11.1999 | Volksrepublik China – Guam                         | 15:0     | Bacolod City, PHI       | Asienmeisterschaft                                | |
| 53.  | 19.04.2002 | Simbabwe – Lesotho                                 | 15:0     | Harare, ZIM             | COSAFA-Cup                                        | |
| 53.  | 07.04.2003 | Neuseeland – Samoa                                 | 15:0     | Canberra, AUS           | Ozeanienmeisterschaft                             | |
| 53.  | 09.06.2003 | Japan – Philippinen                                | 15:0     | THA                     | Asienmeisterschaft                                | |
| 53.  | 07.04.2007 | Australien – Hongkong                              | 15:0     | Coffs Harbour, AUS      | Olympiaqualifikation                              | |
| 53.  | 24.10.2009 | Dänemark – Georgien                                | 15:0     | Vejle, DEN              | WM-Qualifikation                                  | |
| 53.  | 21.08.2010 | Wales – Aserbaidschan                              | 15:0     | Newtown, WAL            | WM-Qualifikation                                  | |
| 53.  | 21.10.2010 | Ägypten – Irak                                     | 15:0     | Manama, BHR             | Arabia Cup 2010                                   | Bis 2022 höchster Sieg gegen ein Land aus einer anderen Konföderation, höchster Sieg einer afrikanischen gegen eine asiatische Mannschaft                                             |
| 53.  | 14.09.2014 | Indien – Malediven                                 | 15:0     | Incheon, KOR            | Asienspiele 2014                                  | |
| 53.  | 17.09.2014 | Italien – Nordmazedonien                           | 15:0     | Vercelli, ITA           | WM-Qualifikation                                  | |
| 53.  | 12.11.2014 | Südkorea – Guam                                    | 15:0     | Hsinchu, TPE            | Ostasienmeisterschaft-Qualifikation               | |
| 53.  | 01.08.2019 | Sambia – Mauritius                                 | 15:0     | Nelson Mandela Bay, ZAF | COSAFA-Cup                                        | |
| 53.  | 07.04.2022 | Schweden – Georgien                                | 15:0     | Gori, GEO               | WM-Qualifikation                                  | |
| 53.  | 06.09.2022 | Schweiz – Moldau                                   | 15:0     | Lausanne, CHE           | WM-Qualifikation                                  | |
| 53.  | 25.10.2024 | Niederlande – Indonesien                           | 15:0     | Doetinchem, NLD         | Freundschaftsspiel                                | Höchster Sieg einer europäischen gegen eine asiatische Mannschaft |
| 73.  | 30.11.1983 | Neuseeland – Fidschi                               | 15:1     | Nouméa, NCL             | Ozeanienmeisterschaft                             | Bestmarke bis zum 3. Dezember 1987, die vorherige wurde am 27. August 1977 im Spiel Niederlande – Israel in Zaandam mit 12:0 aufgestellt. Höchster Sieg mit mindestens einem Gegentor |
| 74.  | 14.12.1989 | Japan – Nepal                                      | 14:0     | Hongkong                | Asienmeisterschaft                                | |
| 74.  | 06.03.1998 | Brasilien – Venezuela                              | 14:0     | Mar del Plata, ARG      | Südamerikameisterschaft                           | |
| 74.  | 14.05.1998 | Frankreich – Algerien                              | 14:0     | Cesson-Sévigné, FRA     |                                                   | Bis 2010 einer der höchsten Siege gegen ein Land aus einer anderen Konföderation, höchster Sieg einer europäischen gegen eine afrikanische Mannschaft                                 |
| 74.  | 30.08.1998 | Kanada – Martinique                                | 14:0     | Etobicoke, CAN          | CONCACAF-Meisterschaft                            | |
| 74.  | 11.10.1998 | Neuseeland – Fidschi                               | 14:0     | Auckland, NZL           | Ozeanienmeisterschaft                             | |
| 74.  | 12.11.1999 | Japan – Nepal                                      | 14:0     | Iloilo, PHI             | Asienmeisterschaft                                | |
| 74.  | 15.11.1999 | Südkorea – Hongkong                                | 14:0     | Bacolod City, PHI       | Asienmeisterschaft                                | |
| 74.  | 24.06.2000 | Volksrepublik China – Guatemala                    | 14:0     | Foxboro, USA            | CONCACAF-Meisterschaft                            | Bis 2010 einer der höchsten Siege gegen ein Land aus einer anderen Konföderation, höchster Sieg einer asiatischen gegen eine amerikanische Mannschaft                                 |
| 74.  | 04.12.2001 | Japan – Singapur                                   | 14:0     | Taiwan                  | Asienmeisterschaft                                | |
| 74.  | 04.12.2001 | Chinesisch Taipeh – Malaysia                       | 14:0     | Kaohsiung, TPE          | Asienmeisterschaft                                | |
| 74.  | 19.04.2002 | Südafrika – Botswana                               | 14:0     | Harare, ZIM             | COSAFA-Cup                                        | |
| 74.  | 12.06.2003 | Nordkorea – Thailand                               | 14:0     | Bangkok, THA            | Asienmeisterschaft                                | |
| 74.  | 04.10.2004 | Vietnam – Malediven                                | 14:0     | Vietnam                 | AFF Women’s Championship 2004                     | |
| 74.  | 15.04.2007 | Nordkorea – Hongkong                               | 14:0     | Hongkong                | Olympiaqualifikation                              | |
| 74.  | 05.10.2007 | Kuba – Amerikanische Jungferninseln                | 14:0     | Santo Domingo, DOM      | Olympiaqualifikation                              | |
| 74.  | 26.03.2008 | Südkorea – Malaysia                                | 14:0     | Korat, THA              | Asienmeisterschaft-Qualifikation,                 | |
| 74.  | 04.12.2009 | Thailand – Malaysia                                | 14:0     | Vientiane               |                                                   | |
| 74.  | 29.09.2010 | Neuseeland – Vanuatu                               | 14:0     | Auckland, NZL           | Ozeanienmeisterschaft                             | |
| 74.  | 20.10.2011 | Vietnam – Indonesien                               | 14:0     | Vientiane               |                                                   | |
| 74.  | 20.01.2012 | Vereinigte Staaten – Dominikanische Republik       | 14:0     | Vancouver, CAN          | Qualifikation für die Olympischen Spiele 2012     | |
| 74.  | 06.03.2013 | Costa Rica – Belize                                | 14:0     | San José, CRI           |                                                   | |
| 74.  | 28.11.2013 | Frankreich – Bulgarien                             | 14:0     | Le Mans, FRA            | WM-Qualifikation                                  | |
| 74.  | 20.06.2014 | Jamaika – St. Lucia                                | 14:0     | San Cristóbal, DOM      | CONCACAF Women’s Gold Cup 2014/Qualifikation      | |
| 74.  | 12.03.2015 | Griechenland – Libanon                             | 14:0     | Paphos, CYP             |                                                   | Bis zum 25. Oktober 2024 höchster Sieg einer europäischen gegen eine asiatische Mannschaft                                                                                            |
| 74.  | 21.08.2015 | Haiti – Aruba                                      | 14:0     | Bayamón, PUR            | Qualifikation für die Olympischen Spiele 2016     | |
| 74.  | 26.07.2016 | Vietnam – Singapur                                 | 14:0     | Mandalay, MMR           | Südostasienmeisterschaft 2016                     | |
| 74.  | 11.11.2016 | Südkorea – Hongkong                                | 14:0     | Hongkong                | Qualifikation zur Ostasienmeisterschaft 2017      | |
| 74.  | 07.07.2017 | Myanmar – Syrien                                   | 14:0     | Hanoi, VIE              | Qualifikation zur Asienmeisterschaft 2018/WM 2019 | |
| 74.  | 20.04.2018 | Haiti – Amerikanische Jungferninseln               | 14:0     | Port-au-Prince, HTI     | 2018 CFU Women’s Challenge Series                 | |
| 74.  | 12.11.2019 | Dänemark – Georgien                                | 14:0     | Viborg, DNK             | EM-Qualifikation                                  | |
| 74.  | 20.10.2021 | Algerien – Sudan                                   | 14:0     | Algier, DZA             | Afrika-Cup-Qualifikation                          | |
| 74.  | 19.02.2022 | Kuba – Britische Jungferninseln                    | 14:0     | San Pedro Sula, HND     | Qualifikation zur CONCACAF W Championship 2022    | |
| 74.  | 30.12.2024 | Indien – Malediven                                 | 14:0     | Bengaluru, IND          |                                                   | |
| 107. | 21.11.2003 | Panama – Belize                                    | 15:2     | Guatemala-Stadt, GTM    | Olympiaqualifikation                              | |
| 107. | 07.12.1997 | Nordkorea – Philippinen                            | 14:1     | Guangzhou, CHN          | Asienmeisterschaft                                | |
| 107. | 07.07.2011 | Trinidad und Tobago – Dominica                     | 14:1     | San Cristóbal, DOM      | Olympiaqualifikation                              | Kennya Cordner erzielt neun Tore |
| 107. | 22.09.2012 | Thailand – Laos                                    | 14:1     | Ho-Chi-Minh-Stadt, VNM  |                                                   | |
| 110. | 02.12.1983 | Australien – Fidschi                               | 13:0     | Nouméa, NCL             | Ozeanienmeisterschaft                             | |
| 110. | 14.01.1989 | Japan – Philippinen                                | 13:0     | Xiamen, CHN             |                                                   | [ 40 ] |
| 110. | 08.01.1995 | Brasilien – Ecuador                                | 13:0     | Uberlândia, BRA         | Südamerikameisterschaft                           | |
| 110. | 04.09.1999 | Ungarn – Bosnien und Herzegowina                   | 13:0     | Buk                     | EM-Qualifikation                                  | |
| 110. | 28.05.2000 | St. Lucia – Britische Jungferninseln               | 13:0     | Castries, LCA           |                                                   | |
| 110. | 22.04.2002 | Südafrika – Mosambik                               | 13:0     | Harare, ZIM             | COSAFA-Cup                                        | |
| 110. | 05.07.2002 | Trinidad und Tobago – Dominica                     | 13:0     | Arima, TRI              | WM-Qualifikation                                  | |
| 110. | 09.04.2003 | Australien – Papua-Neuguinea                       | 13:0     | Canberra, AUS           | Ozeanienmeisterschaft                             | |
| 110. | 10.06.2003 | Nordkorea – Hongkong                               | 13:0     | Bangkok, THA            | Asienmeisterschaft                                | |
| 110. | 07.09.2003 | Volksrepublik China – Südafrika                    | 13:0     | Dalian, CHN             |                                                   | Höchster Sieg einer asiatischen gegen eine afrikanische Mannschaft |
| 110. | 25.10.2003 | Südafrika – Namibia                                | 13:0     | Pretoria, RSA           | Olympiaqualifikation                              | |
| 110. | 13.11.2003 | Deutschland – Portugal                             | 13:0     | Reutlingen, DEU         | EM-Qualifikation                                  | |
| 110. | 11.07.2004 | Ghana – Guinea                                     | 13:0     | Conakry, GHA            | Qualifikation zur Afrikameisterschaft             | |
| 110. | 27.10.2006 | England – Ungarn                                   | 13:0     | Tapolca, HUN            | WM-Qualifikation                                  | |
| 110. | 30.11.2006 | Japan – Jordanien                                  | 13:0     | Doha, QAT               | Asien-Spiele                                      | |
| 110. | 03.09.2007 | Iran – Syrien                                      | 13:0     | Amman, JOR              |                                                   | |
| 110. | 19.09.2009 | Spanien – Malta                                    | 13:0     | Ta’ Qali, MLT           | WM-Qualifikation                                  | |
| 110. | 14.12.2010 | Nepal – Afghanistan                                | 13:0     | Cox’s Bazar, BAN        |                                                   | Erstes Spiel der afghanischen Mannschaft |
| 110. | 22.01.2012 | Vereinigte Staaten – Guatemala                     | 13:0     | Vancouver, CAN          | Qualifikation für die Olympischen Spiele 2012     | |
| 110. | 26.10.2013 | Deutschland – Slowenien                            | 13:0     | Koper, SVN              | WM-Qualifikation                                  | |
| 110. | 23.05.2014 | Südafrika – Komoren                                | 13:0     | Mitsamiouli, COM        | Afrikameisterschafts-Qualifikation                | |
| 110. | 21.09.2014 | Südkorea – Malediven                               | 13:0     | Incheon, KOR            | Asienspiele 2014                                  | |
| 110. | 23.08.2015 | Haiti – Grenada                                    | 13:0     | Bayamón, PUR            | Qualifikation für die Olympischen Spiele 2016     | |
| 110. | 31.07.2016 | Malaysia – Osttimor                                | 13:0     | Mandalay, MMR           | Südostasienmeisterschaft 2016                     | Höchster Sieg für Malaysia |
| 110. | 08.11.2016 | Südkorea – Guam                                    | 13:0     | Hongkong                | Qualifikation zur Ostasienmeisterschaft 2017      | |
| 110. | 09.05.2018 | Jamaika – Guadeloupe                               | 13:0     | Port-au-Prince, HTI     | Qualifikation zum Women’s Gold Cup 2018           | |
| 110. | 27.05.2018 | Trinidad und Tobago – Grenada                      | 13:0     | Couva, TTO              | Qualifikation zum Women’s Gold Cup 2018           | |
| 110. | 27.03.2019 | Rumänien – Turkmenistan                            | 13:0     | Alanya, TUR             | Turkish Women’s Cup 2019                          | Höchster Sieg für Rumänien |
| 110. | 11.06.2019 | USA – Thailand                                     | 13:0     | Reims, FRA              | Fußball-Weltmeisterschaft der Frauen 2019         | Höchster Sieg einer CONCACAF-Mannschaft gegen eine Mannschaft einer anderen Konföderation                                                                                             |
| 110. | 05.08.2019 | Malawi – Komoren                                   | 13:0     | Nelson Mandela Bay, ZAF | COSAFA-Cup                                        | |
| 110. | 30.10.2023 | Haiti – St. Kitts und Nevis                        | 13:0     | Basseterre, SKN         | Qualifikation zum CONCACAF W Gold Cup 2024        | |
| 110. | 23.06.2025 | Indien – Mongolei                                  | 13:0     | Chiang Mai, THA         | Qualifikation zur Asienmeisterschaft 2026         | |

### Höchste Siege in intra- und interkontinentalen Vergleichen
Die Tabelle enthält die Siege mit der höchsten Tordifferenz zwischen zwei Mannschaften einer oder unterschiedlicher Konföderationen. Bei mehreren Siegen mit der gleichen Tordifferenz wird das Ergebnis mit der höchsten Anzahl von Toren und bei gleichen Ergebnissen das erste gelistet.
|          | AFC                                        | CAF                                               | CONCACAF                                          | CONMEBOL                                    | OFC                                     | UEFA                                            |
| -------- | ------------------------------------------ | ------------------------------------------------- | ------------------------------------------------- | ------------------------------------------- | --------------------------------------- | ----------------------------------------------- |
| AFC      | Nordkorea – Singapur 24:0 (06.12.2001)     | Volksrepublik China – Südafrika 13:0 (07.09.2003) | Volksrepublik China – Guatemala 14:0 (24.06.2000) | Japan – Argentinien 8:0 (23.09.2023)        | Philippinen – Tonga 16:0 (22.02.2022)   | Volksrepublik China – Finnland 6:0 (23.07.1991) |
| CAF      | Ägypten – Irak 15:0 (21.10.2010)           | Südafrika – Komoren 17:0 (31.07.2019)             | Nigeria – Kanada 1:0 (05.07.2011)                 | Kamerun – Ecuador 6:0 (08.06.2015)          | Ghana – Neuseeland 3:0 (30.08.1994)     | Äquatorialguinea – Luxemburg 8:0 (18.06.2011)   |
| CONCACAF | USA – Thailand 13:0 (11.06.2019)           | USA – Nigeria 7:1 (24.06.1999)                    | Kanada – Puerto Rico 21:0 (28.08.1998)            | USA – Argentinien 8:1 (24.04.1998)          | USA – Australien 9:1 (05.06.1997)       | USA – Sowjetunion 8:0 (05.08.1990)              |
| CONMEBOL | Brasilien – Thailand 9:0 (05.06.1988)      | Brasilien – Kamerun 5:0 (25.07.2012)              | Brasilien – Mexiko 11:0 (18.09.1998)              | Brasilien – Bolivien 15:0 (18.01.1995)      | Brasilien – Neuseeland 5:0 (12.09.2007) | Brasilien – Ukraine 7:0 (14.01.1996)            |
| OFC      | Neuseeland – Thailand 9:0 (22.10.1981)     | Papua-Neuguinea – Seychellen 9:0 (08.04.2022)     | Neuseeland – Trinidad und Tobago 7:0 (08.08.1993) | Australien – Argentinien 7:0 (10.04.1995)   | Neuseeland – Samoa 21:0 (09.10.1998)    | Australien – Russland 5:0 (01.02.2005)          |
| UEFA     | Niederlande – Indonesien 15:0 (25.10.2024) | Frankreich – Algerien 14:0 (14.05.1998)           | Norwegen – Kanada 9:1 (19.06.2001)                | Deutschland – Argentinien 11:0 (10.09.2007) | Luxemburg – Tahiti 11:0 (19.02.2022)    | England – Lettland 20:0 (30.11.2021)            |

## Die höchsten Ergebnisse in Finalspielen
Anmerkung: Berücksichtigt werden nur Turniere, die in einem einzelnen Finalspiel entschieden wurden.

### Männer
| Turnier                              | Datum              | Sieger     | Verlierer   | Ergebnis  |
| ------------------------------------ | ------------------ | ---------- | ----------- | --------- |
| Konföderationen-Pokal                | 21. Dezember 1997  | Brasilien  | Australien  | 6:0 (3:0) |
| Mittel- und Nordamerikameisterschaft | 26. Juli 2009      | Mexiko     | USA         | 5:0 (0:0) |
| Afrika-Cup                           | 16. Februar 1957   | Ägypten    | Äthiopien   | 4:0 (3:0) |
| Europameisterschaft                  | 1. Juli 2012       | Spanien    | Italien     | 4:0 (2:0) |
| Weltmeisterschaft                    | 16. Juli 1958      | Brasilien  | Schweden    | 5:2 (2:1) |
| Olympische Spiele                    | 26. Oktober 1968   | Ungarn     | Bulgarien   | 4:1 (2:1) |
| Asienmeisterschaft                   | 30. September 1980 | Kuwait     | Südkorea    | 3:0       |
| Südamerikameisterschaft              | 18. Juli 1999      | Brasilien  | Uruguay     | 3:0 (2:0) |
| Südamerikameisterschaft              | 15. Juli 2007      | Brasilien  | Argentinien | 3:0 (2:0) |
| Südamerikameisterschaft              | 24. Juli 2011      | Uruguay    | Paraguay    | 3:0 (2:0) |
| Ozeanienmeisterschaft                | 3. März 1980       | Australien | Tahiti      | 4:2       |

### Frauen
| Turnier                              | Datum              | Sieger            | Verlierer       | Ergebnis              |
| ------------------------------------ | ------------------ | ----------------- | --------------- | --------------------- |
| Ozeanienmeisterschaft                | 8. Oktober 2010    | Neuseeland        | Papua-Neuguinea | 11:0 (6:0)            |
| Südamerikameisterschaft              | 15. März 1998      | Brasilien         | Argentinien     | 07:1 (3:0)            |
| Afrika-Cup                           | 3. Oktober 2004    | Nigeria           | Kamerun         | 05:0 (3:0)            |
| Asienmeisterschaft                   | 17. Juni 1981      | Chinesisch Taipeh | Thailand        | 05:0                  |
| Asienmeisterschaft                   | 6. Juni 1991       | China             | Japan           | 05:0 (1:0)            |
| Mittel- und Nordamerikameisterschaft | 26. Oktober 2014   | USA               | Costa Rica      | 06:0 (4:0)            |
| Europameisterschaft                  | 10. September 2009 | Deutschland       | England         | 06:2 (2:1)            |
| Weltmeisterschaft                    | 5. Juli 2015       | USA               | Japan           | 05:2 (4:1)            |
| Olympische Spiele                    | 29. September 2000 | Norwegen          | USA             | 03:2 n. V. (2:2, 1:1) |